# Cimetière de Powązki
Ne doit pas être confondu avec Cimetière militaire de Powązki.
Le cimetière de Powązki (en polonais : Cmentarz Powązkowski, dit Stare Powązki, ‘Vieux Powązki‘) est un cimetière à Varsovie, situé au 14 rue Powązkowska. Sur ses 44 hectares, gisent les plus grands poètes, artistes, penseurs, hommes politiques et dissidents polonais, grands citoyens de Varsovie et héros anonymes. Ce cimetière civil forme avec ceux avoisinants, juif, protestant, et militaire, la plus grande et la plus prestigieuse nécropole de Pologne. C'est également le plus ancien cimetière du pays.

## Histoire
Le cimetière Stare Powązki a été fondé le 4 novembre 1790 sur un terrain offert par la famille Szymanowski.   Créé d’après le projet de Domenico Merlini, architecte en titre de la cour du roi Stanisław August Poniatowski et consacré le 20 mai 1792, le cimetière occupait initialement une superficie d'environ 2 à 2,5 ha.
À l'époque de sa fondation, il était situé en dehors de la ville, près d’un petit village portant le même nom. Les sépultures n’étaient pas ornées de sculptures, les défunts étaient simplement enterrés. C’est seulement à la fin du XIXe siècle, avec l’avènement du romantisme, que les pierres tombales ont vu le jour. Le cimetière a été agrandi plusieurs fois et couvre aujourd'hui 43 ha.
Pendant l'occupation allemande, la résistance polonaise (l'Armée de l'intérieur) se servait du cimetière pour y déposer des armes et organiser des formations militaires clandestines. D'ici partaient aussi des transports de nourriture clandestins vers le ghetto de Varsovie.
Le cimetière lui-même n'a pas trop souffert pendant la Seconde Guerre mondiale, par contre à la libération, son église ainsi que les bâtiments de la paroisse (dans lesquelles se trouvaient les archives du cimetière) ont été incendiés. 
Parmi un million de personnes enterrés ici, il y a de nombreux Polonais connus et distingués, y compris des participants des soulèvements nationaux, de l'insurrection de Kościuszko de 1794 au soulèvement de Varsovie en 1944, des militants de l’indépendance, des écrivains, des poètes, des érudits, des artistes, des penseurs, des médecins, des juristes et des membres du clergé. Certains d'entre eux ont été enterrés à l'Allée d'Honneur, crée en 1925. Władysław Reymont, prix Nobel de littérature en 1924 fut le premier a y être enterré. Dans l'Allée se trouve également la tombe symbolique de Stefan Starzyński, le président et défenseur héroïque de la capitale polonaise en septembre 1939, assassiné par les Allemands. À ses côtés il y a également les tombes symboliques du président Ignacy Mościcki et des autorités du l'État polonais clandestin. Artistes, acteurs, poètes reposent ici, pour ne pas nommer que Stefan Jaracz, Józef Węgrzyn, Jadwiga Smosarska, Kalina Jędrusik, Józef Elsner, Stanisław Moniuszko, Jan Kiepura, Leopold Staff, Bolesław Leśmian...
Après 1945, un mausolée a été aménagé dans le bâtiment des catacombes, où sont déposées les cendres des personnes assassinées dans les camps de concentration.
Depuis plusieurs décennies, des quêtes en faveur de la protection du patrimoine de Powązki sont organisées à la Toussaint à l'initiative de l’écrivain et critique musical Jerzy Waldorff, dont la tombe se trouve également au cimetière.

### Cimetière militaire
À un kilomètre de là, toujours dans le quartier de Powązki, se trouve le cimetière militaire de Powązki, où l'on retrouve également de grandes sections avec les tombes de ceux qui ont péri pendant la Grande Guerre et la Seconde Guerre mondiale. Chaque année, les Varsoviens s'y rassemblent le 1er août pour y commémorer le soulèvement contre l'occupant allemand et la mort de plus de 250 000 habitants de la ville détruite en 1944. Ce fut le combat le plus long et le plus tragique de l'histoire polonaise. 
En octobre 2012, les restes de 117 victimes polonaises de la terreur stalinienne sont exhumés du cimetière militaire, après y avoir été enterrées dans l'anonymat et en secret entre 1948 et 1956.

## Quelques personnalités inhumées aux cimetières de Powązki
- Jerzy Andrzejewski (1909–1983), écrivain

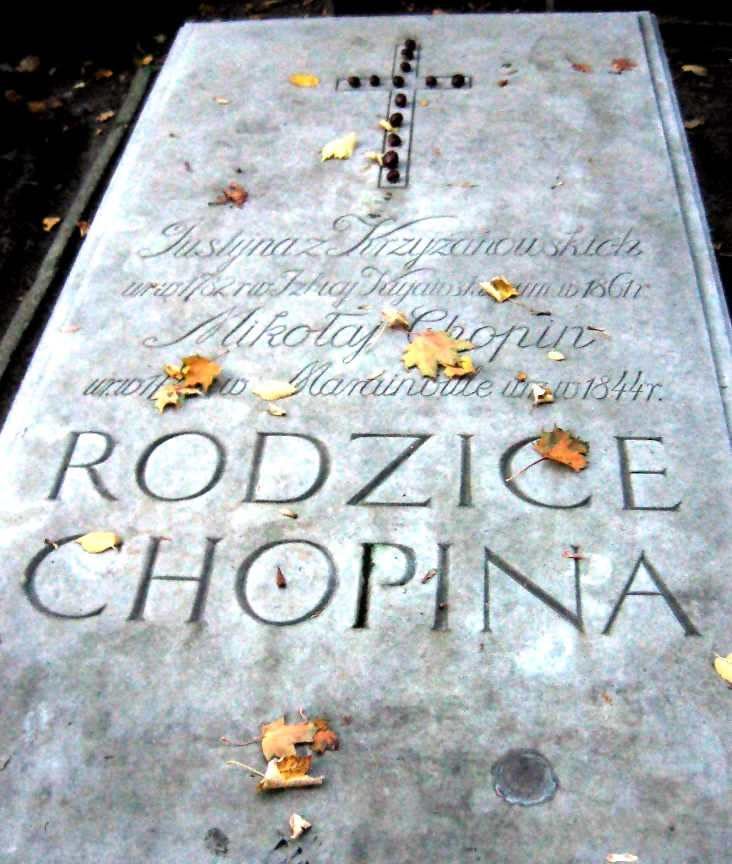
Tombe des parents de Frédéric Chopin.

- Zofia Daszyńska-Golińska (1886-1934), économiste et sénatrice.
- Ewa Bandowska-Turska (1894-1979), soprano.
- Stanisław Barcewicz (1858-1929), violoniste.
- Tekla Bądarzewska (1834-1861) compositrice.
- Miron Białoszewski, poète, écrivain.
- Jean de Bloch (1836-1902), industriel et banquier.
- Wojciech Bogusławski, acteur.
- Wojciech Brydziński, acteur.
- Jan Bułhak, photographe.
- Zofia Celińska, économiste.
- Nicolas Chopin (1771-1844), professeur, père de Frédéric Chopin.
- Grzegorz Ciechowski et incinéré, (1957-2001), auteur-compositeur, flûtiste et chanteur du groupe Obywatel GC et Republika
- Jan Czekanowski, anthropologue et ethnographe
- Krystyna Dańko, Juste parmi les nations
- Ignacy Dobrzyński, (1807-1867), compositeur
- Józef Elsner, compositeur polonais, professeur de Frédéric Chopin
- Tadeusz Fijewski, acteur
- Józef Gosławski, (1908-1963), sculpteur et médailleur
- Jan Harusewicz, (1863-1929), médecin et homme politique
- Zbigniew Herbert, poète
- Marek Hłasko, écrivain
- Andrzej Hiolski (pl), (1922-2000), baryton
- Piotr Janowski, violoniste
- Stefan Jaracz, acteur
- Irena Jarocka, chanteuse
- Jacek Kaczmarski, (1957-2004), poète, chanteur
- Mieczysław Karłowicz (1876-1909), compositeur
- Mieczysław Karłowicz, compositeur
- Aleksandra Kazimiera Rakiewiczowa, comédienne
- Krzysztof Kieślowski, (1941-1996), réalisateur, artisan du cinéma
- Jan Kiepura, tenor
- Anna Maria Klechniowska (1888-1973), compositrice
- Krzysztof Komeda, (1931-1969), compositeur de jazz
- Stanisław Komorowski, (1953-2010), diplomate, physicien et homme politique
- Andrzej Konic (1926-2010), réalisateur, scénariste
- Aleksander Ładoś, diplomate
- Bolesław Leśmian, poète
- Eugeniusz Lokajski, athlète
- Witold Lutosławski, (1913-1994), compositeur
- Jan Machulski, (1928-2008), acteur
- Julian Marchlewski, (1866-1925), homme politique
- Ewa Matuszweska, (1919-1944), résistante
- Stefan Mazurkiewicz, (1888-1945), mathématicien
- Blanka Mercère, peintre
- Maria Milczarek, femme politique
- Stanisław Moniuszko, (1819-1872), compositeur
- Ignacy Mościcki, président de Pologne
- Witold Pilecki, officier, résistant
- Julia Pirotte, photographe
- Antoni Ponikowski, homme politique
- Bolesław Prus, écrivain
- Joséphine de Reszke,(1855-1891), soprano de l'Opéra de Paris
- Władysław Reymont, (1867-1925), écrivain
- Edward Rydz-Śmigły, maréchal de Pologne
- Irena Sendler, résistante
- Wacław Sierpiński, (1882-1969), mathématicien
- Aleksandra Śląska 1925-1989), actrice
- Stanisław Sosabowski, (1892-1967), soldat, général
- Leopold Staff, poète
- Henryk Wieniawski, (1835-1880), violoniste et compositeur
- Karyna Wierzbicka-Michalska (1918-2012), historienne
- Kazimierz Wierzyński, (1894-1969), poète, écrivain
- Stanisław Wigura, concepteur et pilote d'avion
- Jan Zaorski, (1887-1956), professeur de chirurgie à l'université de Varsovie
- Andrzej Zawada (pl), (1928-2000), alpiniste
- Aleksander Zelwerowicz, acteur
- Franciszek Żwirko